# RS-118

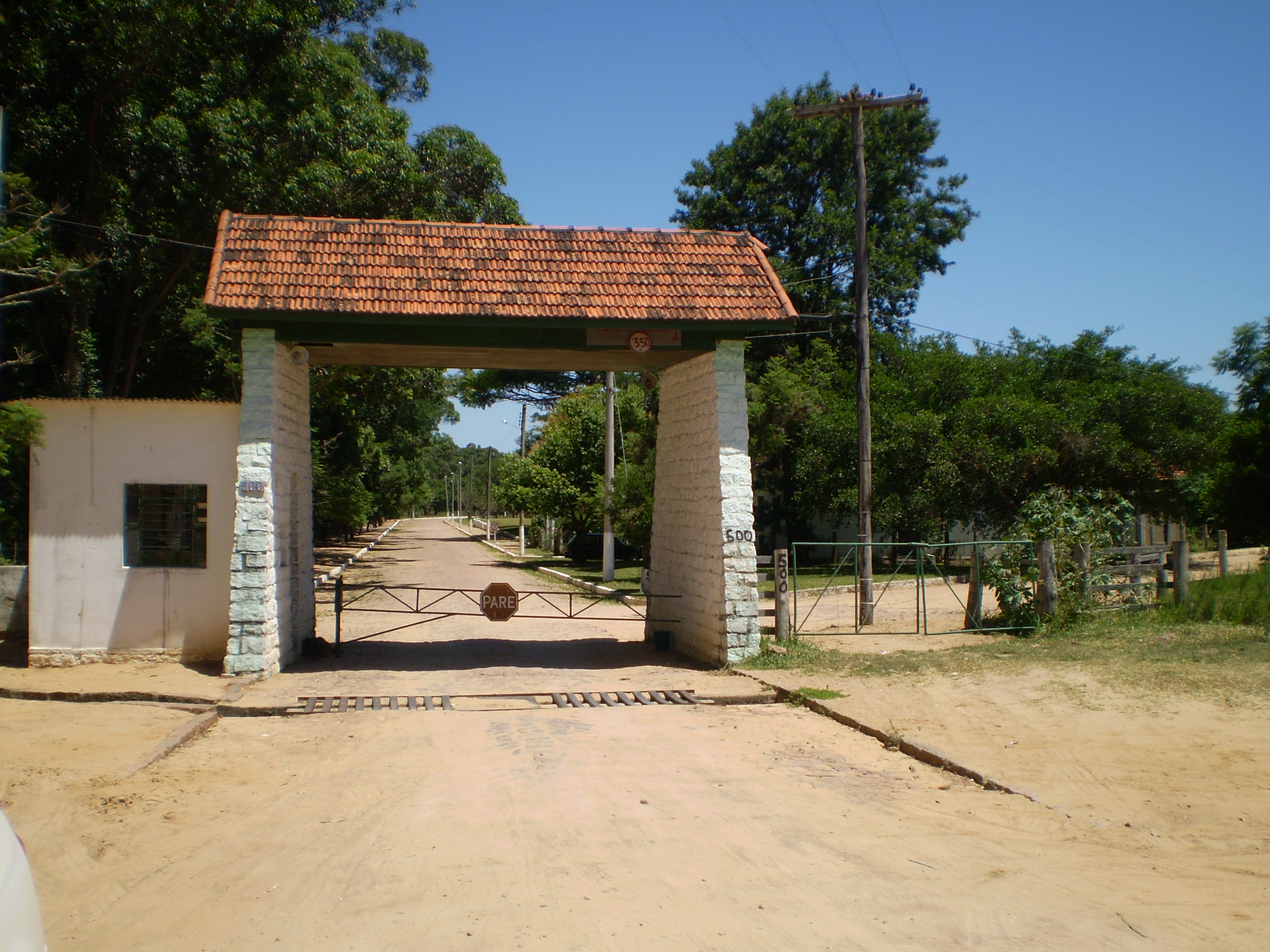
Fin de la route, à l'entrée de l'Hôpital d'Itapuã.

La RS-118 est une route locale de l'État du Rio Grande do Sul qui relie Sapucaia do Sul, depuis l'embranchement avec la BR-116, à la municipalité de Viamão, sur un premier parcours, et, après un tronçon en état précaire, le quartier de Lami, à Porto Alegre, au Parc d'état et à la léproserie d'Itapuã, sur la commune de Viamão. Elle permet aussi de rejoindre la Free-Way (BR-290), et est longue de 80,520 km.
La RS-118 est une route à deux voies fameuse dans la région pour son nombre d'accidents et de morts. Cette route est en quatrième position de l'État pour les accidents de moto. Son km 2, à Sapucaia do Sul, et l'entrée de Gravataí, après le poste de la Police routière de l'État, sont considérés comme les endroits les plus dangereux. Face à ces dangers, il y a une demande de duplication de la route pour permettre plus de sécurité.
Elle dessert les communes de Sapucaia do Sul, Gravataí, Viamão et Porto Alegre.